# Redox
Redox (Ридокс) е UNIX-подобна операционна система, базирана на Линукс микроядро и написана изцяло на програмния език Rust чийто основни характеристики са стабилност и висока продуктивност. Дистрибуцията черпи вдъхновение и идей от съществуващи микроядра и операционни системи като SeL4, Minix, Plan 9 и BSD.

## Дизайн
В основата на операционната система седи идеята за висока сигурност за чието постигането са взети две основни проектански решения:
1. Ползването на програмния език Rust.
2. Ползването на микроядро, по подобие на MINIX.

## Версии
Начало Redox дава Джерами Солер (Jeremy Soller), който публикувайки проекта в GitHub на 20 април 2015 г. От тогава до сега над 40 разработчици са допринесли към подобряването на софтуера.
Текущата версия е 0.6.0, издадена на 24 декември 2020.
| Име на дистрибуцията                                                                                      | Версия | Микроядро | Дата на издаване |
| --- | ------ | --------- | ---------------- |
| Redox OS                                                                                                  | 0.1.5  | -         | 2017-04-09       |
| Redox OS                                                                                                  | 0.2.0  | -         | 2017-04-23       |
| Redox OS                                                                                                  | 0.3.0  | -         | 2017-07-13       |
| Redox OS                                                                                                  | 0.3.1  | -         | 2017-08-22       |
| Redox OS                                                                                                  | 0.3.2  | -         | 2017-09-09       |
| Redox OS                                                                                                  | 0.3.3  | -         | 2017-09-20       |
| Redox OS                                                                                                  | 0.3.4  | -         | 2017-10-12       |
| Redox OS                                                                                                  | 0.3.5  | -         | 2018-03-21       |
| Redox OS                                                                                                  | 0.5.0  | -         | 2019-03-24       |
| Redox OS                                                                                                  | 0.6.0  | -         | 2020-12-24       |
| Легенда:Стара версияСтара версия, все още се поддържаТекуща версияПоследната преглед версияБъдещо издание |        |           |                  |